# 火線警探
《火線警探》（英語：Justified）是一部美國警匪電視劇。根據埃爾莫爾·倫納德2001年的知名犯罪小說（Pronto）和（Riding the Rap）以及短篇故事《当心火药》（Fire in the Hole）製作。於2010年3月16日在FX電視台播出。

## 外部連結
- 官方网站
- TV site
- 互联网电影数据库（IMDb）上《Justified》的资料（英文）
- Justified cast promo photos （页面存档备份，存于）